# АІ-222
АІ-222 — сімейство двигунів, оптимізоване для експлуатації на сучасних навчально-тренувальних, навчально-бойових і легких бойових літаках, а також на безпілотних літальних апаратах.

## Історія створення
Розробка сімейства двоконтурних турбореактивних двигунів АІ-222 Запорізьким МКБ «Прогрес» ім. О. Г. Івченка почалася в 1999 році на базі двигуна АІ-22. Від АІ-22 нові двигуни відрізняє змінена конструкція камери згоряння, турбін високого і низького тиску. Турбіна високого тиску уніфікована з турбіною газогенератора двигуна Д-27. Двигун АІ-222-25 є базовим в сімействі ТРДД АІ-222.
У листопаді 2002 розпочато стендові випробування газогенератора двигуна АІ-222-25, а вже в червні 2003 року відбувся перший запуск повнорозмірного двигуна. 30 квітня 2004 відбувся перший політ літака Як-130 із двома двигунами АІ-222-25. У 2006 році проведено державні стендові випробування.
У 2013 році ДП "Івченко-Прогрес" (Запоріжжя) отримало з Росії технічне завдання на створення авіадвигуна більш потужного, ніж АІ-222-25 з тягою до 2900 кг. Це необхідно для створення в Росії легкого ударного літака на базі навчально-бойового літака Як-130, що вимагає створення авіадвигуна підвищеної тяги. Крім того, подібний двигун може встановлювати на чеський перспективний літак  L-169 AJT (Advanced Jet Trainer) Найімовірніше форсуватимуть версію АІ-222-28.

## Технічний опис
До складу двигуна АІ-222-25 входить:
- Вентилятор — двоступеневий, високонапірний. Диск і робочі лопатки виготовлені з титанового сплаву як одне ціле.
- Компресор високого тиску — восьмиступеневий з регульованими вхідним напрямним апаратом і напрямними апаратами 1-го, і 2-го ступеня.
- Камера згоряння — кільцева з низьким рівнем емісії, плівковим охолодженням жарової труби і 16-ма форсунками з повітряним розпилом палива.
- Розділовий корпус з центральним приводом і з елементами кріплення двигуна до літака.
- Коробка приводних агрегатів — знімний вузол, розробляється для кожної конкретної модифікації двигуна залежно від номенклатури встановлених на коробку літакових агрегатів і умов розміщення двигуна на літаку. Можливо забезпечення привода окремо розташованої на літальному апараті коробки літакових агрегатів.
- Двокаскадна двоступенева турбіна:
  - Турбіна високого тиску (ТВТ) — одноступенева, із ефективною системою повітряного охолодження соплового апарату і робочого колеса, робочі лопатки виконані методом лиття зі спрямованою кристалізацією.
  - Турбіна низького тиску (ТНТ) — одноступенева, з охолоджуваним сопловим апаратом, робочі лопатки виконані методом лиття зі спрямованою кристалізацією.
- Задня опора — загальна для роторів ТВТ і ТНТ, з елементами кріплення двигуна до літака.
- Реактивне сопло — загальне для потоків зовнішнього та внутрішнього контурів.

Ротор низького тиску — має три опори, а ротор високого тиску — дві опори. Система автоматичного управління типу FADEC з можливістю повного тестування та діагностування двигуна. Конструкція двигуна виконана модульною, що дозволяє виконувати швидку заміну модулів, які виробили ресурс або отримали бойові пошкодження, в умовах експлуатації. Матеріали деталей та спеціальні покриття дозволяють працювати двигуну у всіх кліматичних умовах.

## Модифікації

### АІ-222-25
АІ-222-25 двигун з тягою 2500 кгс є базовим в сімействі ТРДД АІ-222. Встановлюється на літак Як-130.

### АІ-222-25КВТ
ТРДД АІ-222-25 з керованим вектором тяги (КВТ). Для цієї мети розроблено поворотне сопло, яке являє собою окремий модуль, який встановлюється на фланець задньої опори турбіни двигуна АІ-222-25. Конструкція цього модуля дозволяє відхилити вісь сопла до 20° від осі двигуна в будь-якому напрямку. Поворот рухомої частини сопла здійснюється за допомогою гідроциліндрів по сигналам, що надходять від системи управління літаком.

### АІ-222-25Ф
ТРДД АІ-222-25 з форсажною камерою. Призначений для літаків з максимальною швидкістю польоту М1,6. Турбокомпресорна частина повністю уніфікована з базовим двигуном АІ-222-25. Використовується на китайських літаках Hongdu L-15 і також планується використовувати на українських літаках Hongdu L-15, що планують збирати в Одесі за ліцензією.
Технічні характеристики
- Тяга:
  - Форсажний режим (на висоті польоту 0 м): 4200 кгс
  - Форсажний режим (на висоті польоту 11000 м): 2760 кгс
  - Злітний режим: 2500 кгс
  - Крейсерський режим: 300 кгс
- Питома витрата палива:
  - Форсажний режим: 1,9 кг/кгс•год
  - Злітний режим: 0,66 кг/кгс•год
  - Крейсерський режим: 0,87 кг/кгс•год
- Ширина: 880 мм
- Довжина: 3070 мм
- Висота: 1084 мм
- Суха маса: 560 кг

### АІ-222-25КФК
ТРДД АІ-222-25 з короткою форсажною камерою. АІ-222-25КФК на 500 мм коротший за АІ-222-25Ф, що дозволяє використовувати його на тих літаках, на які встановлювався АІ-222-25, без істотних переробок.
Технічні характеристики
- Тяга:
  - Форсажний режим (на висоті польоту 0 м): 3000 кгс
  - Форсажний режим (на висоті польоту 11000 м): 1490 кгс
  - Злітний режим: 2518 кгс
  - Крейсерський режим: 300 кгс
- Питома витрата палива:
  - Форсажний режим: 0,95 кг/кгс•год
  - Злітний режим: 0,65 кг/кгс•год
  - Крейсерський режим: 0,87 кг/кгс•год
- Ширина: 870 мм
- Довжина: 2512 мм
- Висота: 1084 мм
- Суха маса: 520 кг

### АІ-222-28
ТРДД АІ-222-25 з модифікованою турбіною. Компресорна частина повністю уніфікована з базовим двигуном АІ-222-25.
Технічні характеристики
- Тяга:
  - Злітний режим: 2830 кгс
  - Крейсерський режим: 700 кгс
- Питома витрата палива:
  - Злітний режим: 0,677 кг/кгс•год
  - Крейсерський режим: 0,83 кг/кгс•год
- Ширина: 860 мм
- Довжина: 2100 мм
- Висота: 1084 мм
- Суха маса: 520 кг

### АІ-322Ф
Авіадвигун АІ-322Ф розроблений спеціально для навчально-бойових літаків L-15.
В основі конструкції лежить агрегат АІ-222К-25Ф (з форсажною камерою). Основною відмінністю нової версії є нові покупні вироби.
Роботи над АІ-322Ф почалися у 2012 році на ДП «Івченко-Прогрес», а до 2016 року завершилися випробування нового виробу.